# Micrococcus luteus
Micrococcus luteus — вид актинобактерій з родини Micrococcaceae. 
Нерухома, кокковина бактерія-сапрофіт, що утворює тетради (збірки з чотирьох мікроорганізмів), має яскраву жовту або золотисту пігментацію, по Граму забарвлюється позитивно або варіятивно. Цей вид мікрококків дає позитивні реакції на уреазу і каталазу, і чутливий до бацитрацину. Він є облігатним аеробом і широко поширений в навколишньому середовищі: його виявляють в ґрунтах, пилу, воді, повітрі. Він також є частиною нормальної мікрофлори поверхні шкіри людини та ссавців. У людини M. luteus також колонізує порожнину рота, слизові оболонки, глотку і верхні дихальні шляхи. Для людини з нормальною функцією імунної системи M. luteus, як правило, не є серйозним. Цей мікроорганізм був відкритий Олександром Флемінгом у 1928 році, ще до відкриття їм пеніциліну.